# 里什堡 (上马恩省)
里什堡（法語：Richebourg，法語發音：[ʁiʃbuʁ] ⓘ），法国东北部市镇，位于大东部大区上马恩省，隶属于肖蒙区，其市镇面积为21.2平方公里，2022年1月1日时人口数量为248人，在法国城市中排名第23,418位。
里什堡位于上马恩省中西部，多条公路在此交汇。

## 地名来源

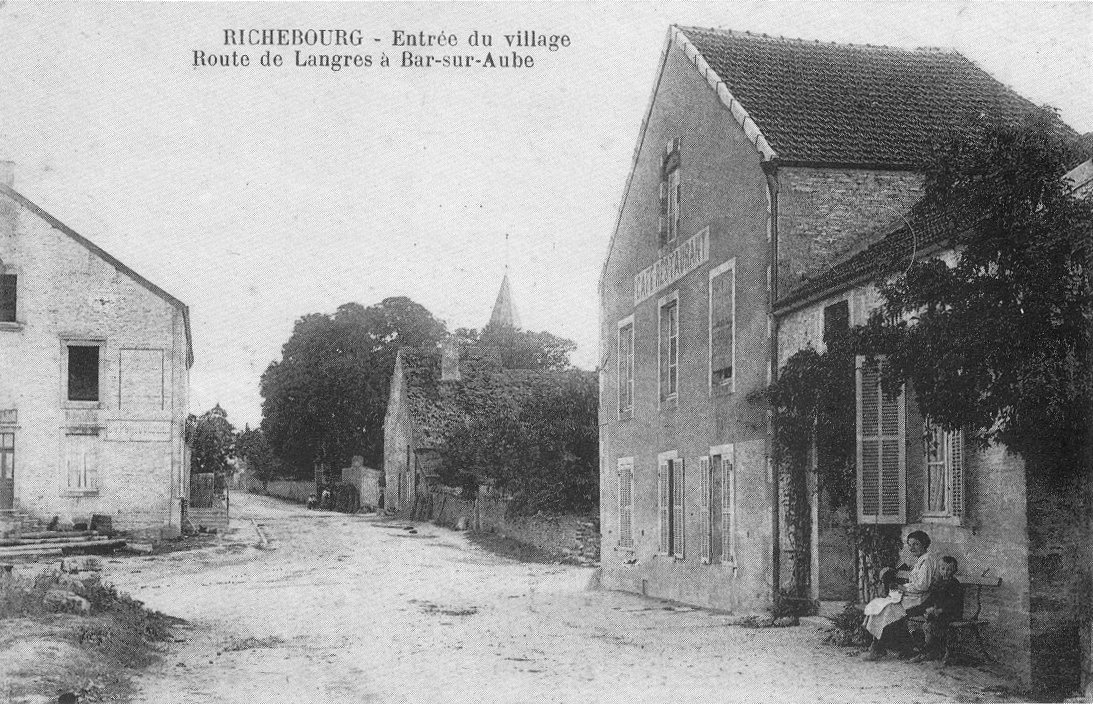
20世纪初的里什堡街头

“里什堡”一名的来源尚有待考证。除此处的里什堡外，法国境内还有另外两个以“Richebourg”作为名称的市镇。

## 历史
里什堡的历史尚不清楚，该区域中世纪时曾长期为香槟伯国的一部分。法国大革命后，里什堡成为上马恩省的一个市镇。自工业革命以来，当地居民数量逐年减少。1922年，里什堡镇中心兴建了一处一战烈士纪念碑。

## 地理

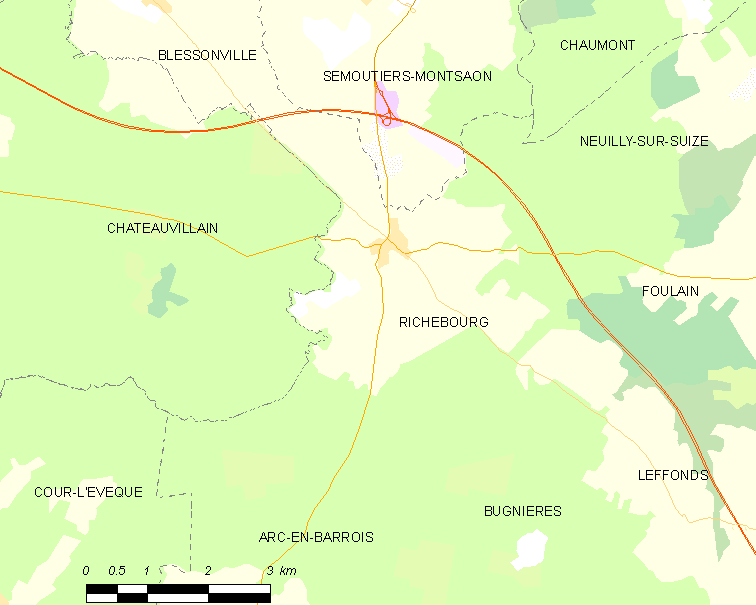
里什堡市镇范围地图

里什堡位于法国东北部，大东部大区南部和上马恩省中部，距离省会肖蒙大约14公里。与里什堡接壤的市镇包括：巴鲁瓦地区阿尔克、布莱松维尔、瑟穆捷-蒙桑、肖蒙、沙托维兰、库尔莱韦克、叙兹河畔讷伊和莱丰。

### 地形
里什堡位于朗格勒高原西部，境内以浅丘为主，市镇中心地势较为平坦，全境海拔在304到368米之间。

### 水文
里什堡位于塞纳河流域范围内，其市镇范围内无大型天然地表径流。

### 植被
里什堡属于温带阔叶混交林区，巴鲁瓦地区阿尔克森林的部分区域位于里什堡的市镇管辖范围内。
在鲜花城市的评比中，里什堡暂未被评级。

### 气候
里什堡在柯本气候分类法中属于带有一定大陆性特征的温带海洋性气候（Cfb）。

## 行政区划
里什堡的市镇编号为52422，邮政编号为52120。
在行政管理方面，里什堡隶属于法国大东部大区上马恩省肖蒙区；在地方选举方面，里什堡隶属于沙托维兰县，其市镇范围全境被划入上马恩省第一选区；在社会管理方面，里什堡是上马恩省三森林市镇公共社区的组成部分。
截至2023年10月，里什堡市镇范围内暂无任何城市敏感街区及城市政策优先街区。
法国国家统计与经济研究所（简称）在进行数据统计时，未将里什堡划入任何城市核心区（Unité urbaine），将包括里什堡在内的共65个市镇划入肖蒙城市区。自2020年起，肖蒙城市区被包含112个市镇的肖蒙城市辐射区代替。此外，还将里什堡市镇整体看作一个“块区”（IRIS），以便于统计人口分布情况。

## 交通

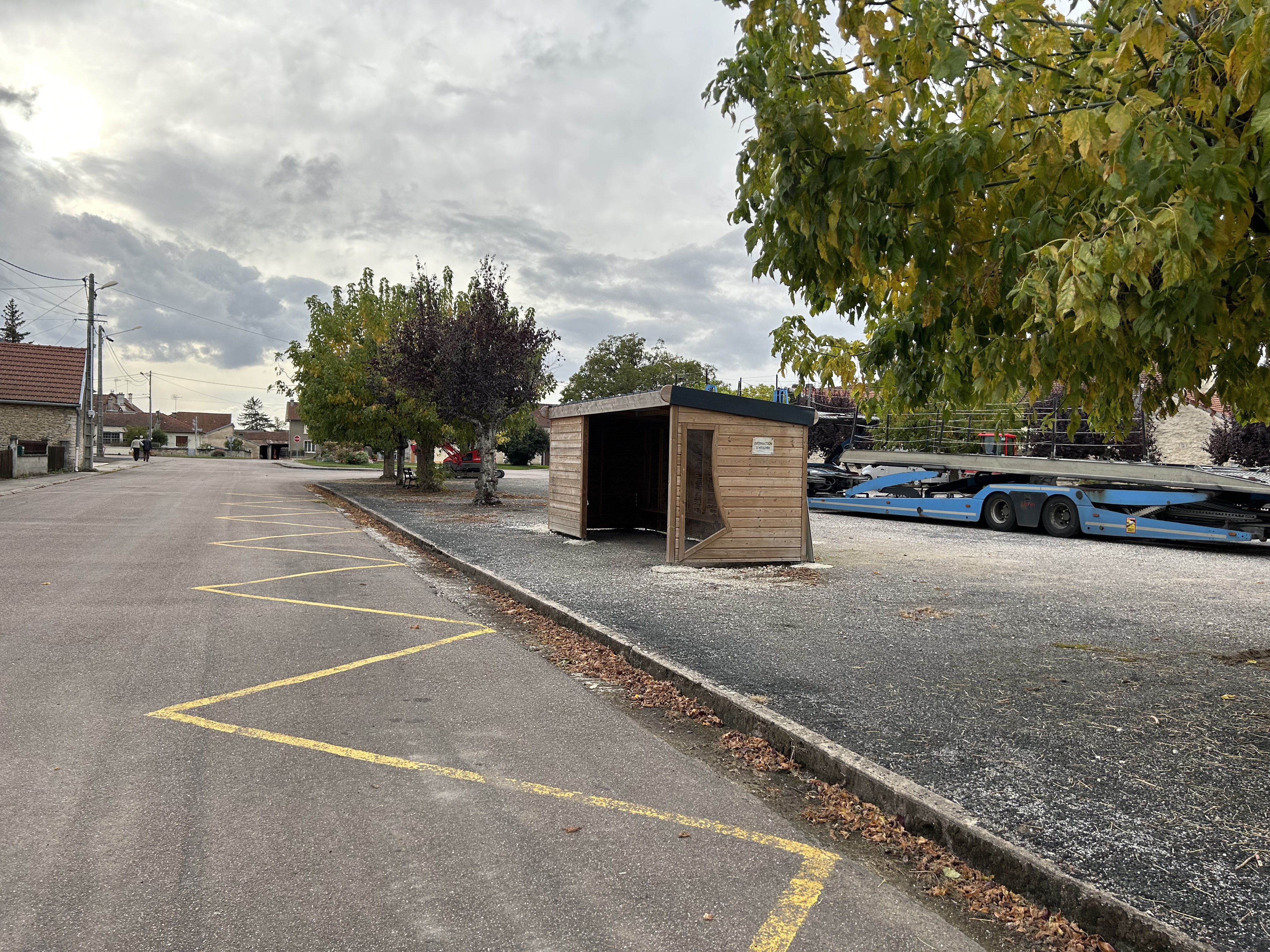
校车停靠站

### 公路
A5高速公路经过里什堡市镇边缘，上马恩省省道D10线、D102线和D107线在里什堡境内交汇。大东部大区下属的上马恩省城际客运提供途径里什堡的定制校车巴士线路。
2020年，80.8%的里什堡家庭拥有至少一辆私人汽车。2019年，里什堡境内共发生各类交通事故1起，造成1人重伤。
| 24 | 2.8 |

| 肖蒙 | 14 |

| 朗格勒 | 33 |

| 瓦勒德默兹 | 38 |

### 铁路
距离里什堡最近的客运铁路车站为13公里外的肖蒙站，该站停靠前往巴黎、米卢斯、兰斯、第戎及圣迪济耶等地的区域列车。

### 航空
距离里什堡最近的民用航空站为137公里外的多勒机场。

### 城市公共交通
截至2023年10月，里什堡暂无城市公共交通系统。

## 政治
里什堡的现任市长为帕特里克·德维利耶先生（Patrick DEVILLIERS），他是一名无党派人士，在2020年的市政选举中获得了100%的支持率（无其他候选人）。
在2022年的法国总统大选的第二轮选举中，法国极右翼政党国民阵线主席玛丽娜·勒庞在里什堡获得了54.9%的支持率。

## 人口
2020年，里什堡市镇人口数量为259，在法国排名第23,418位。其中男性133人，女性126人，75岁及以上人口占10.2%，外籍人口数量为6人，人口密度为12人/平方公里，当地居民被称为（男性）或（女性）。2021年，里什堡境内出生4人，死亡人口2人。
| 里什堡1901年－2020年人口变化情况 |
|                                  |
| 数据来源：Cassini、INSEE         |

## 经济
截至2023年10月，里什堡市镇范围内共有各类用人单位（包含自雇）45家，比上一年新增3家。

## 财政与居民收入
2021年，里什堡的财政收入总额为221,270欧元，财政支出总额为110,850欧元，当年的债务总额为94,720欧元。2021年，里什堡市镇通过增值税获得26,370欧元的收入，此外当地还共获得了92,490欧元的国家直接财政补助。
2019年，里什堡的人均月收入总额为2,052欧元，低于法国平均水平（2,303欧元）。
2020年，里什堡境内的青壮年（15至64岁）失业率为5.8%；2022年，当地45.8%的家庭拥有纳税资格，平均纳税2,447欧元，低于法国平均水平（4,393欧元）。

## 社会事务

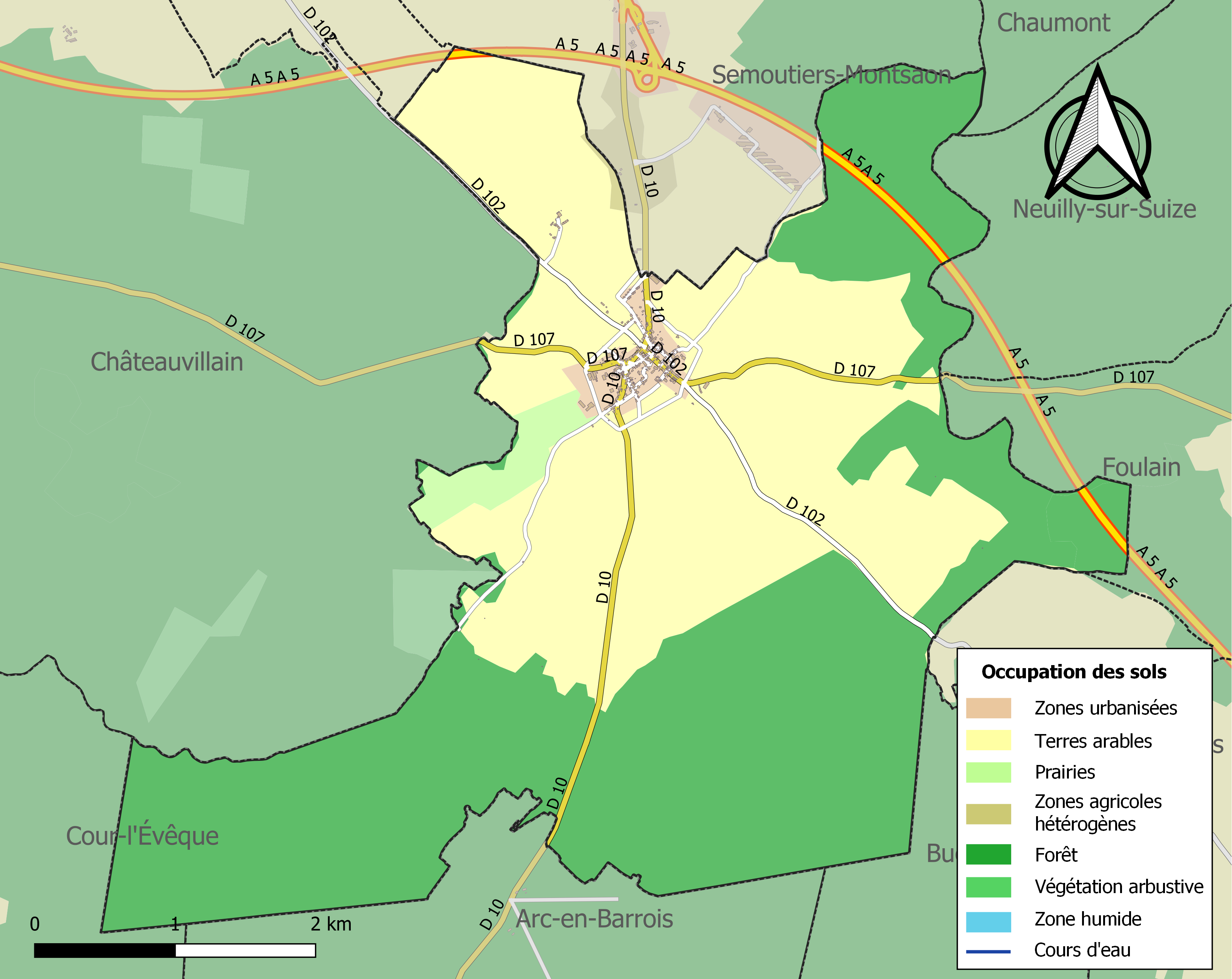
里什堡土地利用情况地图

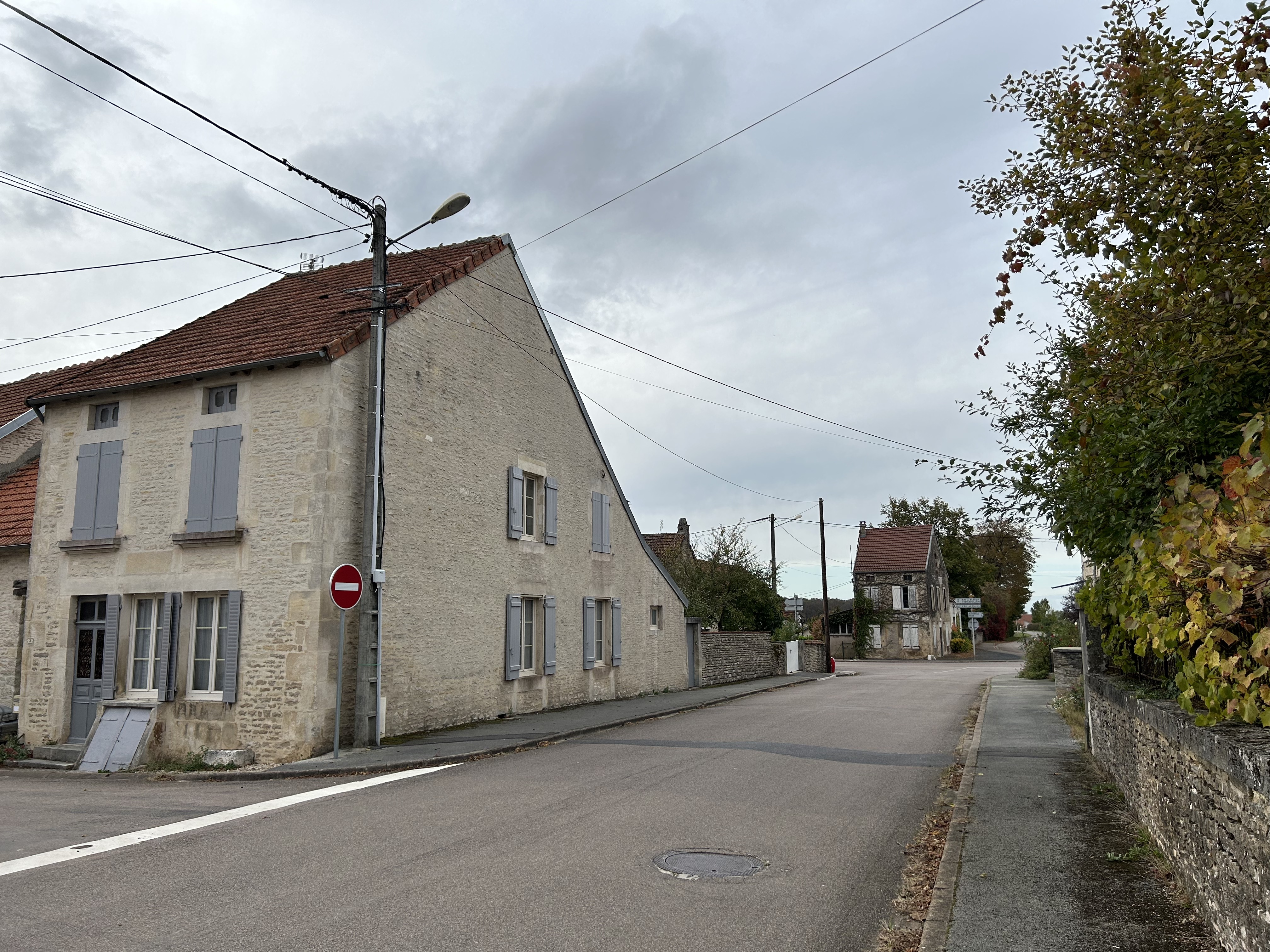
传统民居

### 教育
里什堡属于兰斯学区。截至2021年1月1日，里什堡境内暂无任何教育机构。

### 医疗
截至2021年1月1日，里什堡境内暂无任何医疗机构及从业人员。
距离里什堡最近的区域性医疗机构为肖蒙中心医院（Centre Hospitalier de Chaumont），其主病区位于肖蒙市区，距离里什堡镇中心的正常车程大约16分钟，该院设有床位384个，是当地规模最大的公立综合性医院。

### 住房
2020年，里什堡境内共有各类住房146套，均为独立式居民区。常住房屋占里什堡市镇范围内居民建筑总量的84.9%。
在住房保障政策方面，2018年，里什堡境内共有小于5户家庭获得了住房经济补助。

### 商业
2021年，里什堡境内共有各类实体商铺3家，其中大型超市1家、汽车维修店1家。

### 体育
2021年，里什堡境内共有1处网球场。
截至2023年10月，里什堡境内暂无任何注册足球俱乐部。

### 环境
里什堡的环境事务由其所属的上马恩省三森林市镇公共社区联合各级政府协调负责。2021年，里什堡境内暂无污染企业。

### 治安
里什堡及其附近的共156个市镇是肖蒙国家宪兵队（zone gendarmerie de Chaumont）的管辖范围。2020年，该宪兵队累计记录各类案件976起，其中盗窃类案件501起，经济类案件120起，毒品交易类案件41起。

## 文化

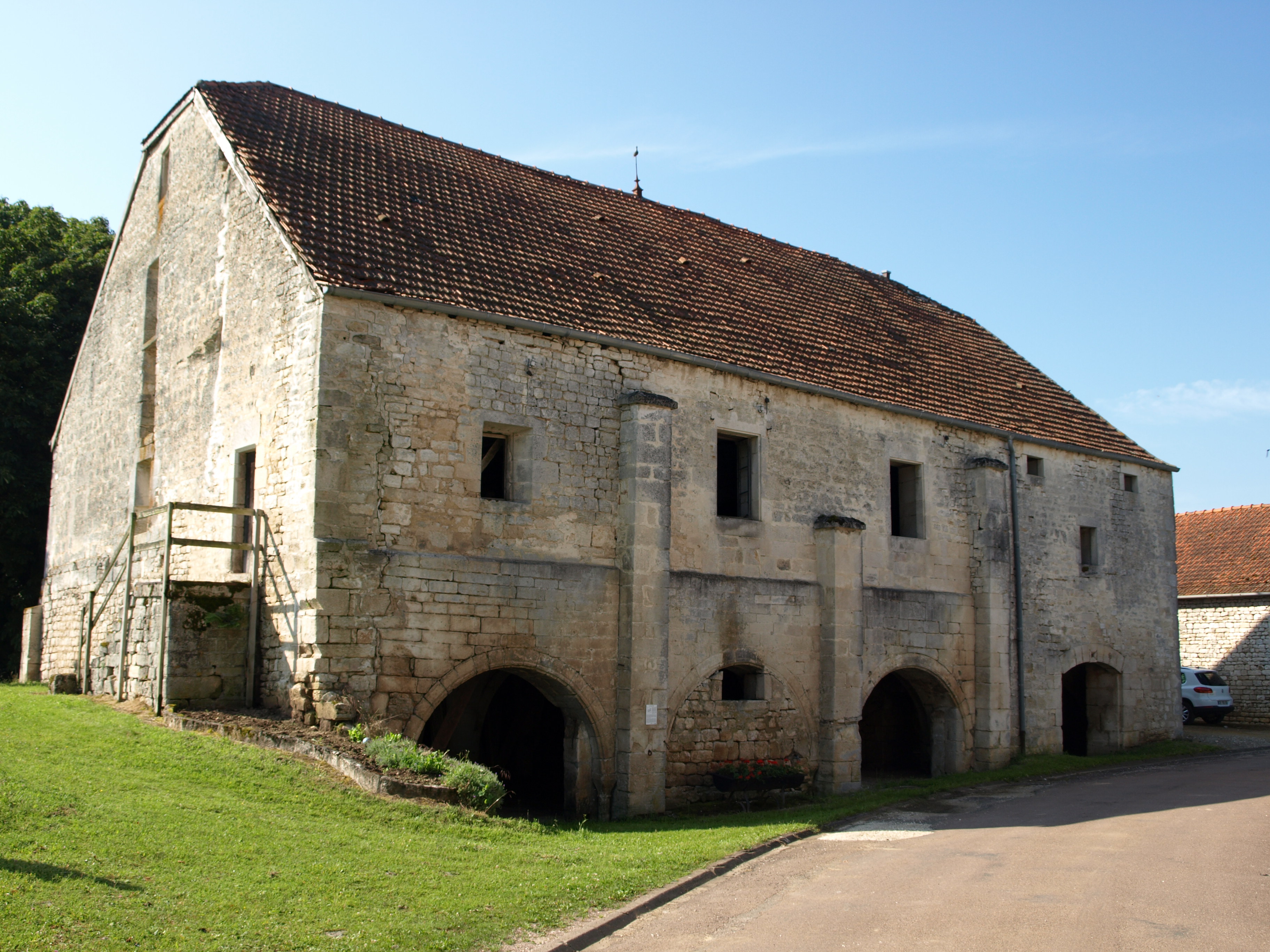
莫尔芒修道院旧址

2021年，里什堡境内暂无任何文化设施。

### 建筑
里什堡境内有多处历史建筑，其中莫尔芒修道院和圣尼古拉教堂（Église Saint-Nicolas de Richebourg）为法国国家文物保护单位。

### 旅游
里什堡的旅游事务由其所属的上马恩省三森林市镇公共社区负责。2023年，里什堡境内共暂无任何游客接待设施。

### 媒体
法国主要的媒体均可在里什堡接收，法国电视三台下属的大东部大区频道在部分时段播出里什堡所在上马恩省的地方新闻。

## 友好城市
截至2023年10月，里什堡暂未建立任何友好城市关系。